# 明渓県
明渓県（めいけいけん）は中華人民共和国福建省に位置する省直轄の県であり、しばらくの間、三明市の代理管轄下に置かれている。

## 行政区画
下部に4鎮、5郷を管轄する。
- 鎮
  - 雪峰鎮、蓋洋鎮、胡坊鎮、瀚仙鎮
- 郷
  - 城関郷、沙渓郷、夏陽郷、楓渓郷、夏坊郷

## 交通

### 鉄道
- 中国国家鉄路集団
  - 興泉線（中国語版）
    - 明渓駅

### 道路
- 高速道路
  - 泉南高速道路
  - 莆炎高速道路